# 布雷纳德 (明尼苏达州)
布雷納德（英語：Brainerd）是一個位於美國明尼蘇達州克羅溫縣的都市。根據2010年美國人口普查，該地共人口13590人，而該地的面積約為32.74平方千米。同時該地也是克羅溫縣的縣治。

## 地理
布雷納德的座標為46°21′29″N 94°12′03″W / 46.35806°N 94.20083°W，而該地的平均海拔高度為371米（即1217英尺）。